# Julija Sergejewna Gritschenko
Julija Sergejewna Gritschenko (russisch Юлия Сергеевна Гриченко; * 10. März 1990 in Bataisk) ist eine russische Fußballtorhüterin.

## Karriere

### Verein
Gritschenko begann ihre Karriere 2010 bei Kubanochka Krasnodar. Anschließend wechselte sie 2016 zu FK Rossijanka und bestritt dort 12 Spiele. Nach einer Pause spielte sie von 2018 bis 2019 für Lokomotiv Moskau und kam auf 13 Einsätze. Seit 2020 steht sie bei Zenit St. Petersburg unter Vertrag.

### Nationalmannschaft
Gritschenko debütierte 2013 in der 
russischen Nationalmannschaft und wurde für die UEFA Women's Euro 2013 nominiert. Bis 2016 absolvierte sie 14 Länderspiele. In der Qualifikation zur FIFA Frauen-Weltmeisterschaft 2019 kam sie in zwei Spielen zum Einsatz.